# رنه کوتی
رنه ژول گوستاو کوتی (به فرانسوی: René Jules Gustave Coty) ‏(زاده ۲۰ مارس ۱۸۸۲ – درگذشته ۲۲ نوامبر ۱۹۶۲) هفدهمین رئیس‌جمهور فرانسه بود.